# 倫敦書評
伦敦书评（英文：London Review of Books）是英国的一份文学杂志，每月出版两期，主要刊登关于小说与非小说类作品的文章和评论，通常以书评的形式呈现。杂志总部位于伦敦布卢姆斯伯里。 

## 历史
《伦敦书评》创刊于1979年，当时由于《泰晤士报》因长达一年的停刊而暂停出版《泰晤士报文学增刊》。其创始编辑包括时任伦敦大学学院英语教授卡尔·米勒、前《泰晤士报文学增刊》编辑玛丽·凯·威尔默斯，以及前《乔纳森·凯普》编辑苏珊娜·克拉普。在创刊的前六个月里，该刊作为《纽约书评》的附页出版。 1980年5月，《伦敦书评》正式成为独立出版物。其政治立场被著名撰稿人艾伦·贝内特形容为“始终激进”。 
与《泰晤士报文学增刊》不同，《伦敦书评》的大部分文章（通常每期约15篇）都是长篇论述。部分文章并非基于书籍，而是围绕电影或展览展开讨论。此外，政治和社会议题也是该刊的重要内容。
威尔默斯于1992年出任主编并担任该职近30年。2021年吉恩·麦克尼科尔（Jean McNicol）和艾丽斯·斯波尔斯（Alice Spawls）接任主编。截至2023年1月至12月《伦敦书评》平均每期发行量达74,743份。 
2010年1月，《泰晤士报》报道称《伦敦书评》欠威尔默斯家族信托2700万英镑，尽管该信托“暂无意在短期内要求偿还贷款”。 
《伦敦书评》书店于2003年5月在布卢姆斯伯里开业，隔壁的蛋糕店则于2007年11月开业。该书店还被用作作家演讲和讨论的场所。 
2011年，当潘卡吉·米什拉在《伦敦书评》上批评尼尔·弗格森的《文明：西方与其他国家》一书时，弗格森威胁要以诽谤罪起诉。  
2023年，以色列希伯来作家协会公开发表了一封抗议信，回应《伦敦书评》刊登的支持加沙的信，并呼吁全球作家和艺术家支持释放被绑架者。 
2024年1月，《时间的障碍：值得重新考虑的思考》（A Hitch in Time: Reflections Ready for Reconsideration）出版，这是克里斯托弗·希钦斯在1983年至2002年间为《伦敦书评》撰写的选集。 